# Coryphopterus tortugae
Coryphopterus tortugae är en fiskart som först beskrevs av Jordan, 1904.  Coryphopterus tortugae ingår i släktet Coryphopterus och familjen smörbultsfiskar. Inga underarter finns listade i Catalogue of Life.